# Black Hills Corporation
Die Black Hills Corporation ist ein Elektrizitäts- und Gasversorger mit Sitz in Rapid City in South Dakota und seit mehr als 30 Jahren an der New York Stock Exchange gelistet. Das Unternehmen versorgt durch seine Tochterunternehmen rund 762.000 Kunden in Colorado, Iowa, Kansas, Montana, Nebraska, South Dakota und Wyoming mit Strom und Gas.

## Geschichte
Gegründet wurde die Black Hills Corporation 1941 durch die Fusion von General Public Utilities, Inc. und der Dakota Power Company, die fast das ganze westliche South Dakota mit Strom versorgte. 2007 übernahm Black Hills Teile der ehemaligen Aquila Inc. und weitete so sein Versorgungsgebiet auf die Bundesstaaten Colorado, Kansas, Nebraska und Iowa aus.

## Tochterunternehmen
- Black Hills Power, Inc.
- Black Hills Utility Holdings, Inc.
- Black Hills Non-regulated Holdings, LLC
- Black Hills Exploration and Production, Inc.
- Black Hills Electric Generation, LLC
- Cheyenne Light, Fuel and Power Company
- Wyodak Resources Development Corp.